# Ayvu rapyta
Ayvu rapyta: Textos míticos de los mbyá-guaraní del Guairá, más conocida como Ayvu rapyta (en guaraní, «El fundamento de la palabra»), es una obra elaborada por el investigador paraguayo León Cadogan. La obra contiene una recopilación estructurada de relatos mitológicos, prescripciones religiosas y elementos de la cosmovisión de la parcialidad mbyá del pueblo guaraní, con quienes el autor mantuvo relaciones de contacto prolongado durante su residencia en la ciudad de Villarrica, Departamento de Guairá.
La versión consolidada del Ayvu rapyta fue publicada en 1959 en el Boletim n.º 227, Serie Antropología n.º 5, de la Facultad de Filosofía, Ciencias y Letras de la Universidad de São Paulo (Brasil). Este volumen fue precedido por tres entregas parciales bajo el mismo título: los capítulos I y II (junio y diciembre de 1953) y el capítulo III (diciembre de 1954), difundidos en la Revista de Antropologia de la misma institución.

## Contenido de la obra
Descrito como «un recorrido mágico desde la creación del mundo hasta los rituales cotidianos», el Ayvu rapyta ha sido considerado por los especialistas como el corpus más importante de los textos orales de los guaraníes. El conjunto de cantos sagrados del Ayvú rapyta consta de 50 capítulos de los cuales los cuatro primeros son expresión del génesis desde la perspectiva mbyá-guaraní. En estos es relatado el origen de los dioses, el origen o fundamento del lenguaje y del amor comunitario, del mundo y de los seres humanos. Siguen a estos cantos otros de importancia secundaria que se refieren a diversos aspectos de la vida cotidiana.
Con todo, resalta en esta obra, el valor conferida a la palabra por los mismos mbyá-guaraníes, valor que el mismo Cadogan destaca en su trabajo al mostrar el doble significado de Ayvu como «lenguaje o palabra» y «alma o porción divina del ser humano».

## Índice de la obra

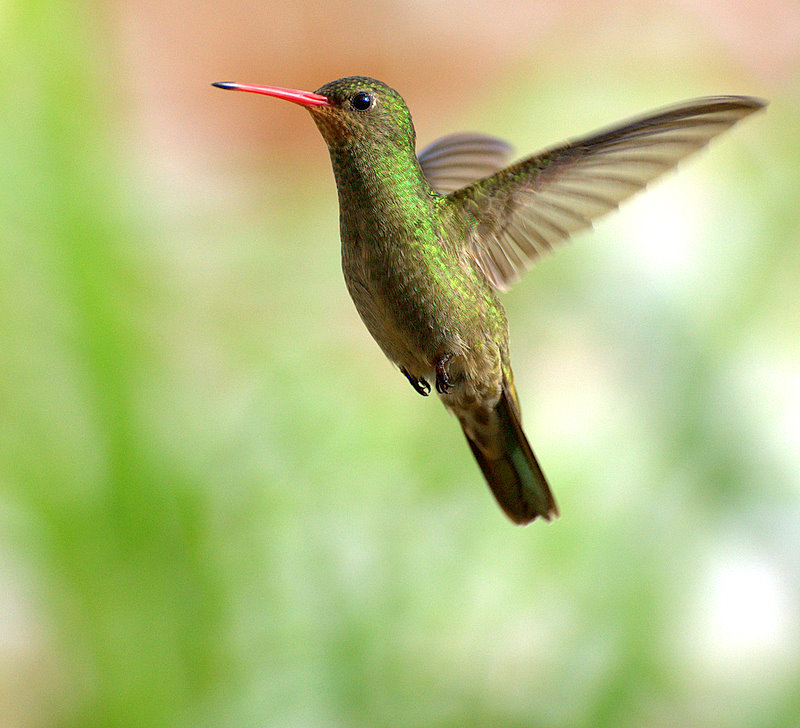
El Capítulo I del Ayvu rapyta se denomina Maino'i reko ypykue («Las primitivas costumbres del colibrí»).

- Al Lector (Prólogo de León Cadogan)
- Capítulo I: Maino'i reko ypykue Las primitivas costumbres del Colibrí.
- Capítulo II: Ayvu rapyta El fundamento del lenguaje humano.
- Capítulo III: Yvy tenonde La primera tierra.
- Capítulo IV: Oñemboapyka pota jeayú porangue i rembi reovy'a rã i. Se está por dar asiento a un ser para alegría de los bien amados.
- Capítulo V: De la paternidad y de la muerte.
- Capítulo VI: Yvy Ru'o El Diluvio.
- Capítulo VII: Yvy Pyaú La Nueva Tierra.
- Capítulo VIII: Pa'i Rete Kuaray El Señor del cuerpo como el Sol.
- Capítulo IX: Arandu porã ogueno'ã va'e, mba'e mbojaity a, Jakaira kuéry pyronga Los que se inspiran en la buena ciencia, conjurando los maleficios: los lugartenientes de los Jakaira.
- Capítulo X: Poã Reko Achy Los Remedios Imperfectos.
- Capítulo XI: Ñande reko rã oeja va'ekue Ñande Ru porã kuéry Los preceptos que dejaron nuestros Buenos Padres para nuestro gobierno.
- Capítulo XII: Karai ogueroayvu gua'y omenda che va'e Un señor da consejos a su hijo que quiere casarse.
- Capítulo XIII: Ma'etỹ reko rã i Normas para la agricultura.
- Capítulo XIV: Guyra Marangatu. Guyra kiri i amboaé reegua ayvu Las Aves Migratorias. Palabras referentes a otros pajaritos.
- Capítulo XV: Irũ porã — Ka'avo. Amuletos-filtros.
- Capítulo XVI: Kapitã Ckiku Capitán Chikú.(Los héroes divinizados de la mitología mbyá-guaraní)
- Capítulo XVII: Ñande Ru Ayvu La lengua de nuestros padres y otros datos lingüísticos.
- Capítulo XVIII: Cuentos.Leyendas, Cantos infantiles, Saludos.
- Capítulo XIX: El concepto guaraní del "alma".
- Vocabulario Mbya-Guaraní.

## Influencia posterior
La publicación de Ayvu rapyta constituyó una referencia fundamental en el ámbito de la etnología y la antropología centradas en las sociedades indígenas de Sudamérica, particularmente en relación con el subgrupo mbyá-guaraní. La obra recoge de manera sistemática y documentada una serie de discursos rituales, cantos y narrativas cosmogónicas que forman parte del corpus religioso mbyá-guaraní, los cuales fueron transcritos por León Cadogan mediante trabajo de campo prolongado. Esta documentación etnográfica se convirtió en un insumo de consulta para posteriores investigaciones desarrolladas por autores como Pierre Clastres, Miguel Chase Sardi y Carlos Martínez Gamba.
Asimismo, Ayvu rapyta, en conjunto con la producción etnográfica y lingüística de Cadogan, facilitó el surgimiento de nuevas líneas de estudio filológico y sociolingüístico en torno a la lengua guaraní, incentivando tanto en el plano nacional como internacional una reconsideración académica del idioma, su función social y su relevancia cultural en el contexto del pueblo guaraní.

## Traducciones
Ha sido traducido en diferentes lenguas aunque casi todas la traducciones son prácticamente retraducciones de la versión en español de León Cadogan. A partir de la traducción de Pierre Clastres al francés, los primeros capítulos del Ayvu rapyta fueron retraducidos del francés al portugués, al español y al italiano. Existe sin embargo una traducción al inglés del propio León Cadogan publicada por Douglas Diegues bajo el título de Ayvu rapyta'i.